# 洪水过后
《洪水过后》（After the Deluge）又名《第四十一天》（The Forty-First Day）是英国画家乔治·弗雷德里克·沃茨的一幅象征主义油画，创作于1887-1890年。这幅画作在未完成时于1886年在白教堂首次展出，使用简化的标题《太阳》（The Sun）。沃茨为这幅画又工作了五年，完成的版本于1891年在伦敦新画廊（New Gallery）首次展出。1902年至1906年间，这幅画在英国各地展出，现藏于萨里郡吉尔福德区康普顿的沃茨美术馆。由于瓦茨并没有把《洪水过后》作为他认为是最重要的作品，列入他送给国家的礼物中，因此这并不是他最著名的作品之一。然而，这幅画受到了沃茨的许多艺术家同行的高度赞赏，认为对这次画展之后二十年间的许多其他画家产生了影响。
画作展示了挪亚洪水故事的一个场景，在四十昼夜的大雨之后，挪亚打开挪亚方舟的窗户，看见雨已经停了。沃茨认为，由于缺乏道德价值观，现代社会正在衰落，他经常以洪水及其 对世界的净化为主题创作作品。这幅画采用了风格化的海景形式，明亮的阳光冲破云层，主宰着画面。虽然沃茨之前在1878年曾画过一幅《希腊诗歌的天才》（The Genius of Greek Poetry）, 但《洪水过后》采取了一种截然不同的方式。在这幅画中，他试图描绘一神论上帝的创造行为，但又避免直接描绘造物主。